# Johann Schwarzhuber

Johann Schwarzhuber (1947)

Johann Schwarzhuber (* 29. August 1904 in Tutzing, Oberbayern; † 3. Mai 1947 in Hameln) war ein deutscher SS-Obersturmführer (1944) und Schutzhaftlagerführer des Männerlagers im KZ Auschwitz-Birkenau.

## Leben
Der gelernte Buchdrucker Schwarzhuber, seit 1936 verheiratet und Vater von mindestens zwei Kindern, trat im Frühjahr 1933 der NSDAP (Mitgliedsnummer 1.929.969) und der SS (SS-Nr. 142.388) bei. Ab dem 5. Mai 1933 war er Angehöriger der Wachmannschaft im KZ Dachau und absolvierte dort einen zweijährigen Lehrgang unter Theodor Eicke. Ab 1935 war er in Dachau Blockführer und später Rapportführer. Am 1. September 1939 wurde er in das KZ Sachsenhausen versetzt und war bereits zwei Monate später als Kommandoführer im Außenkommando Klinkerwerk Oranienburg tätig.
Am 1. September 1941 wechselte er in das KZ Auschwitz, wo er zunächst wiederum Leiter eines Außenkommandos wurde. Im September 1942 wurde ihm das Kriegsverdienstkreuz II. Klasse mit Schwertern verliehen, was eine Beteiligung an Häftlingsmorden nahelegt. Vom 22. November 1943 bis zum November 1944 war er Schutzhaftlagerführer des Männerlagers im KZ Auschwitz-Birkenau. Von Überlebenden wird Schwarzhuber ambivalent geschildert, einerseits sind unter seiner Verantwortung Tausende Häftlinge zu Tode gekommen und andererseits soll er eine Gruppe von etwa 70 Kindern vor der Vergasung bewahrt haben, indem er sie in das Männerlager überstellte. Als Musikliebhaber protegierte er die Lagerkapelle und ließ sich oft seine Lieblingslieder vorspielen. Laut dem Auschwitzüberlebenden Filip Müller, beteiligte sich Schwarzhuber im Februar 1944 an der Selektion von 200 Häftlingen des Sonderkommandos im KZ Auschwitz-Birkenau, welche später im KZ Majdanek ermordet wurden. Nach späteren Aussagen des Angehörigen der Lager-SS Engelschall wirkte Schwarzhuber an der Niederschlagung des Aufstandes des Sonderkommandos im Oktober 1944 mit.
Am 11. November 1944 wurde Schwarzhuber wieder in das KZ Dachau versetzt und leitete diverse Lager des KZ-Außenlagerkomplex Kaufering. Vom 12. Januar 1945 an war er Schutzhaftlagerführer im KZ Ravensbrück bis zur Auflösung des Lagers im April 1945. Unter seine Verantwortung fielen die Vergasungen, die ab Februar 1945 im KZ Ravensbrück vorgenommen wurden, und auch viele Exekutionen. Im Prozess nach Kriegsende machte Schwarzhuber folgende Aussage zu den Vergasungen in Ravensbrück:
„Zwischen 2300 und 2400 Menschen wurden in Ravensbrück vergast. Die Gaskammer war ungefähr 9 × 4,5 Meter und faßte ungefähr 150 Menschen. Die Kammer lag ungefähr 5 Meter von dem Krematorium weg. Die Gefangenen mußten sich in einem kleinen Schuppen, 3 Meter von der Gaskammer entfernt, ausziehen und wurden durch ein kleines Zimmer in den Gasraum gebracht.“
Zusammen mit dem Lagerkommandanten des KZ Ravensbrück, Fritz Suhren, sollte Schwarzhuber schließlich noch Ende April 1945 ein Auffanglager für die evakuierten Häftlinge aufbauen, was jedoch durch den Kriegsverlauf nicht mehr zustande kam. Noch vor Kriegsende wurde Schwarzhuber von der britischen Armee verhaftet und im ersten Ravensbrück-Prozess im Hamburger Curiohaus am 3. Februar 1947 zum Tode verurteilt. Trotz eines von ihm eingebrachten Gnadengesuches wurde das Todesurteil durch Hängen am 3. Mai 1947 vollstreckt.